# Kathrin Amacker

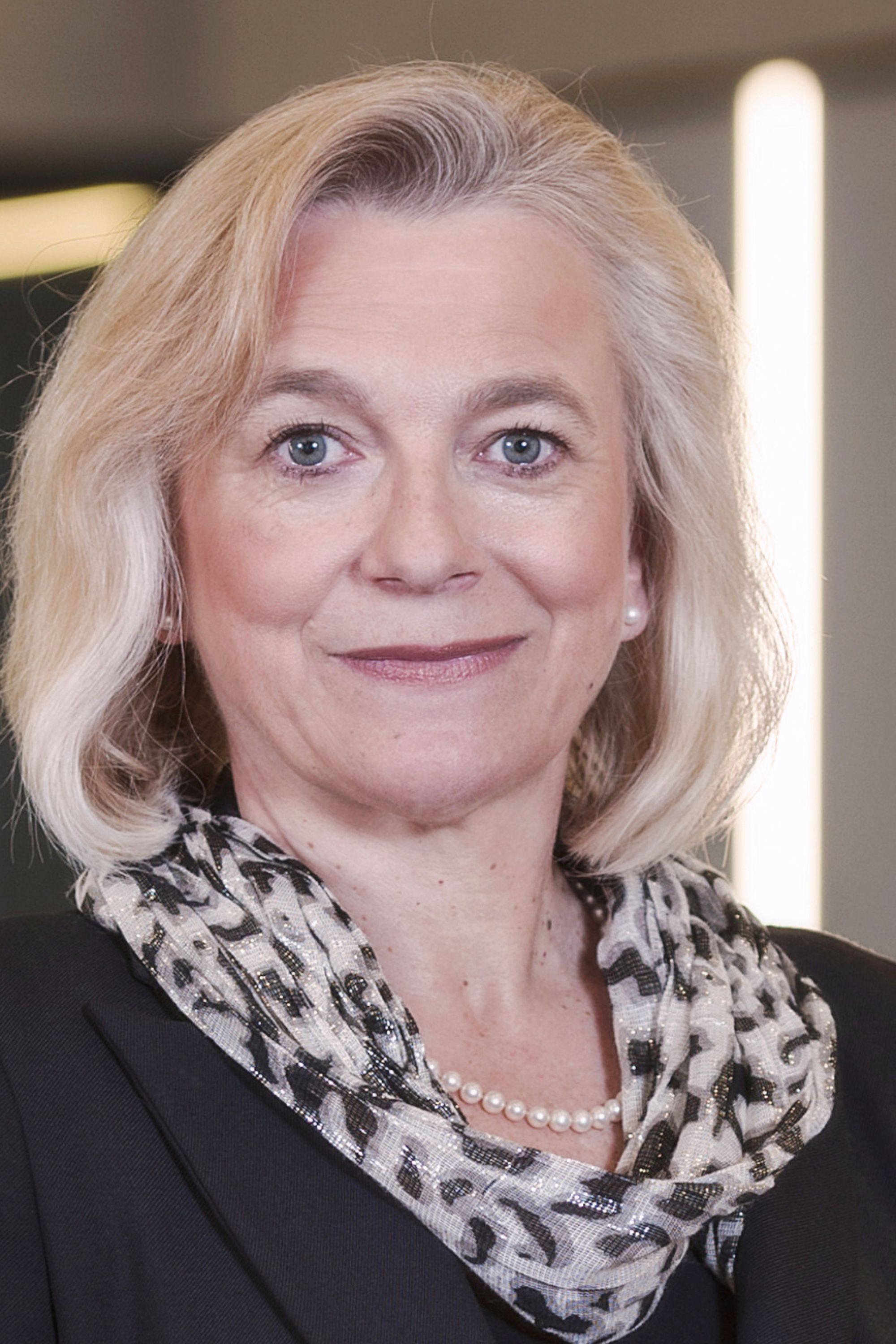
Kathrin Amacker

Kathrin Amacker (* 30. März 1962 in Basel) ist eine Schweizer Managerin und ehemalige Politikerin (Die Mitte).

## Berufliche Laufbahn
Amacker wuchs in Allschwil auf und absolvierte in Basel die Maturität Typus B. Sie studierte von 1981 bis 1986 an der Universität Basel Pharmazie und schloss als eidgenössisch diplomierte Apothekerin ab. Von 1987 bis 1990 schrieb sie eine Dissertation in Pharmazeutischer Galenik und wurde zur Dr. phil. II promoviert.
Von 1990 bis 2010 arbeitet sie bei der Ciba-Geigy bzw. dem Nachfolgeunternehmen Novartis, wo sie Projektleitungsfunktionen in Produktion und Entwicklung innehatte sowie Präsidentin der Angestelltenvertretung und Vizepräsidentin des Stiftungsrats der Pensionskasse war. Ab Juli 2003 war sie Beauftragte für Chancengleichheit und Diversity.
Von 2010 bis 2013 war sie Mitglied der Konzernleitung der Swisscom, wo sie die Unternehmenskommunikation und Corporate Social Responsibility leitete. 2013 bis 2020 arbeitete Amacker bei SBB in der Konzernleitung als Chefin Kommunikation, Politik und Nachhaltigkeit.
Kathrin Amacker ist Stiftungsrätin der Merian Iselin Klinik (ab 2010), Universitätsrätin der Universität Basel (ab 2014), Stiftungsrätin von Art for Tropical Forests (ab 2020), Stiftungsratspräsidentin der Basler Ballett Gilde (ab 2022) und Stiftungsratspräsidentin von Fairtrade Max Havelaar Schweiz (ab 2022).

## Politik
1992 begann die politische Laufbahn von Amacker mit sozialpartnerschaftlichen Funktionen, u. a. war sie von 1998 bis 2003 erste gewählte Präsidentin der Angestelltenvertretung der neu fusionierten Novartis.
Ab 2000 war sie Vorstandsmitglied der CVP Binningen sowie der CVP Baselland. Von 2004 bis 2009 war Amacker Präsidentin der CVP Basel-Landschaft. Sie präsidierte in dieser Zeit auch die Gleichstellungskommission des Kantons Baselland und war Mitglied des Einwohnerrats Binningen. Im Februar 2007 wurde sie als Landrätin gewählt.
Bei den Wahlen vom 21. Oktober 2007 wurde sie in den Nationalrat und am 26. April 2008 in das Parteipräsidium der CVP Schweiz gewählt. Ende 2010 trat sie aus Gründen der reglementarischen Unvereinbarkeit ihrer neuen beruflichen Tätigkeit als Konzernleitungsmitglied bei Swisscom mit ihrem Nationalratsmandat von ihren politischen Ämtern zurück.
Seit 2011 ist Amacker Präsidentin des Vereins Regio Basiliensis, die im Auftrag der Nordwestschweizer Kantone Basel-Stadt, Basel-Landschaft, Aargau, Solothurn und Jura die Schweizer Partnerin der trinationalen Kooperation am Oberrhein ist. Seit 2021 ist sie zudem Präsidentin der Plattform-Schweiz-Europa, welche eine konstruktive europäische Realität der Schweiz mitgestalten will.

## Privates
Amacker ist verheiratet und hat drei Kinder.